# Васильев, Андрей Вениаминович
Андрей Вениаминович Васильев (10 декабря 1956 — 10 сентября 2011) — советский и российский театральный актёр, певец, шансонье, телеведущий, конферансье. Заслуженный артист России (2002). Как певец и шансонье он известен по исполнению песни «Белые вьюги», а также как один из многочисленных исполнителей песни «А я еду за туманом».

## Биография
Андрей Васильев родился в Москве в театральной семье. Мать — известный театральный критик Васильева Людмила Ивановна, отец — народный артист России, ведущий актёр Красноярского театра драмы им. Пушкина Вениамин Исаевич Неклюдов.
Окончил Всероссийскую творческую мастерскую эстрадного искусства при Росконцерте (1979), факультет режиссёров эстрады ГИТИС (1989). Лауреат VII Всесоюзного конкурса артистов эстрады по разделу конферанса (1983).
С 1974 г. — в Росконцерте. Как конферансье вёл сольные концерты Л. Лещенко, А. Буйнова, Кати Семеновой, В. Добрынина, Л. Долиной и других известных артистов. В конце 1980-х гг. выступал с сольным концертом «В гостях у конферансье» (автор И. Виноградский).
Был соведущим программ «Шире круг», «Вас приглашает кафе „Саквояж“» на Центральном телевидении, телепередачи «Цирк да и только» на канале ТНТ. В последние годы — ведущий программы «Хит-парад Шансон Года» на Радио Шансон и ведущий ежегодных церемоний «Шансон Года» в Кремле.
С 1979 по 1984 годы Андрей Васильев был главным Дедом Морозом всего Советского Союза. Пять лет подряд он выходил на сцену Кремлёвского Дворца, зажигая самую главную детскую «ёлку» страны.
В 2001—2006 гг. — актёр театра «У Никитских ворот». Последние годы Андрей Васильев жил в своем подмосковном доме.
Заслуженный артист РФ (2002).
Скоропостижно скончался 10 сентября 2011 года от обширного инфаркта на 55-м году жизни. Похоронен на Николо-Архангельском кладбище Москвы.

## Театральные работы
- «Роман о девочках» (по прозе В. Высоцкого) — Максим Григорьевич
- «Гамбринус» (мюзикл по мотивам повести А. Куприна) — Гундосый
- «Песни нашего двора» — Лысый
- «Кабаре, или Боб Фосс живёт в Москве» (мюзикл) — Боб Фосс
- «Вишнёвый сад» (А. Чехов) — Гаев
- «И опять во дворе» (музыкальный спектакль) — бенефис.

## Песни в исполнении А. Васильева
- «А я еду за туманом»
- «Белые вьюги» (музыка И. Слуцкого, слова А. Шаганова)
- «Клин» (музыка А. Федоркова, слова Г. Белкина)
- «Чукотка» (музыка Т. Ефимова, слова Д. Усманова)
- Песни нашего двора
- Снег кружиться...
- Почему я не женат
- Светка
- Россия и Америка
- Кораблик беленький
- Монсерат
- Пацаны
- Замужем
- Колесики
- Звуки фортепианные
- Заблудилась мама
- Баллада про рыжего пса
- Этих глаз зелёный свет
- Тетя Роза
- Зима
- Воровочка
- Листья осени
- Звезды падают
- Быть может
- Ресторанчик